# Pickup (bil)
 For alternative betydninger, se Pickup. (Se også artikler, som begynder med Pickup)
En pickup er en varebil, hvor kabinen typisk afsluttes efter forsæderne, hvorefter der er monteret et åbent lad på chassiset.
Bilen er ofte firehjulstrukket og robust opbygget.
Verdens pt. (år 2004) mest solgte bilmodel er en pickup, den amerikanske Ford F250. Bedre kendt på danske breddegrader er nok Toyota Hilux, som i mange år har været en fast bestanddel af det danske landbrug.
Navnet Pickup er sammensat af de engelske ord pick og up (samle op) og henviser til at man "samler varerne op" på ladet.